# Campeonato de Portugal 1929
Il Campeonato de Portugal 1929 fu l'ottava edizione del Campeonato de Portugal, torneo antenato della Coppa di Portogallo. La competizione fu giocata dal 7 aprile al 16 giugno 1929. La squadra vincitrice fu per la seconda volta il Belenenses, trionfatore in finale contro i concittadini dell'União de Lisbona.

## Partecipanti
- Algarve:  Lusitano VRSA
- Aveiro:  Beira-Mar,  Espinho
- Braga:  Braga
- Coimbra:  União de Coimbra
- Évora:  Lusitano
- Lisbona:  Belenenses,  CD Palhavã,  Casa Pia,  Sporting Lisbona,  Benfica,  Carcavelinhos FC,  União de Lisbona
- Madera:  Marítimo
- Porto:  Porto,  Salgueiros,  Coimbrões,  Leça,  Boavista
- Portalegre:  Estrela Portalegre
- Santarém:  Leões Santarém
- Setúbal:  Vitória Setúbal,  Barreirense,  Triunfo SC,  Luso
- Vila Real:  Vila Real
- Viseu:  Lusitano FC

## Primo Turno
Le partite furono giocate il 7 aprile 1929.
|                    | Risultato |                  |
| ------------------ | --------- | ---------------- |
| Lusitano           | 1 - 6     | Vitória Setúbal  |
| Beira-Mar          | 0 - 3     | União de Lisbona |
| Sporting Lisbona   | 6 - 3     | Coimbrões        |
| Leões Santarém     | 1 - 6     | Benfica          |
| Lusitano FC        | 2 - 5     | Salgueiros       |
| Espinho            | 4 - 2     | CD Palhavã       |
| Barreirense        | 1 - 2     | Lusitano VRSA    |
| Triunfo SC         | 0 - 3     | Leça             |
| Porto              | 13 - 0    | Braga            |
| Estrela Portalegre | 0 - 5     | Casa Pia         |
| Carcavelinhos FC   | 3 - 2     | Luso             |
| Boavista           | 3 - 0     | Vila Real        |

## Ottavi di finale
Le partite si giocarono il 26 maggio 1929.
|                  | Risultato |                  |
| ---------------- | --------- | ---------------- |
| Boavista         | 1 - 3     | Vitória Setúbal  |
| Espinho          | 2 - 4     | União de Lisbona |
| Sporting Lisbona | 3 - 2     | Porto            |
| Lusitano VRSA    | 5 - 0     | Casa Pia         |
| Leça             | 3 - 2     | União de Coimbra |
| Belenenses       | 3 - 2     | Benfica          |
| Carcavelinhos FC | 2 - 1     | Salgueiros       |

## Quarti di finale
I quarti furono giocati il 2 giugno 1929.
|                  | Risultato |                  |
| ---------------- | --------- | ---------------- |
| Vitória Setúbal  | 3 - 0     | Marítimo         |
| União de Lisbona | 9 - 0     | Leça             |
| Lusitano VRSA    | 1 - 1     | Sporting Lisbona |
| Belenenses       | 3 - 1     | Carcavelinhos FC |

## Semifinali
Le semifinali si giocarono il 9 giugno 1929.
|                  | Risultato |                  |
| ---------------- | --------- | ---------------- |
| União de Lisbona | 2 - 1     | Sporting Lisbona |
| Vitória Setúbal  | 1 - 1     | Belenenses       |

## Finale
| Arbitro: | Carlos Canuto |

|                    |           |                |
| José Luis 15’, 73’ | Marcatori | 68’ Luís Silva |